# سيسنا 400
سيسنا 400 (بالإنجليزية: Cessna 400)‏ هي طائرة أغراض عامة، ذات محرك واحد، وعجلات هبوط ثابتة غير قابلة للطي، أنتجت في 2004 بالولايات المتحدة. من صناعة سيسنا. كان أول طيران لها في 2004. ومازالت في الخدمة حتى الآن. وسعر الطائرة الواحدة منها هو 733,950 (2013) دولار.